# 多梅尼科·莫尔费奥
多梅尼科·莫尔费奥（義大利語：Domenico Morfeo，1976年1月16日—），意大利男子足球运动员，司职前锋。他曾代表意大利国奥队参加1996年夏季奥林匹克运动会足球比赛，获得第十二名。